# Ophthalmis admiralitalis
Ophthalmis admiralitalis är en fjärilsart som beskrevs av Rothschild 1916. Ophthalmis admiralitalis ingår i släktet Ophthalmis och familjen nattflyn. Inga underarter finns listade i Catalogue of Life.